# U-20サッカー朝鮮民主主義人民共和国代表
U-20サッカー朝鮮民主主義人民共和国代表は、朝鮮民主主義人民共和国サッカー協会によって編成される朝鮮民主主義人民共和国のサッカーの20歳以下のナショナルチームである。20歳以下の選手を対象とするFIFA U-20ワールドカップに出場するためのチームである。そのため、FIFA U-20ワールドカップ前年のAFC U-19選手権にはU-19サッカー朝鮮民主主義人民共和国代表、そのさらに前年にはU-18サッカー朝鮮民主主義人民共和国代表と呼称が変わる。

## FIFA U-20ワールドカップ
- 1977 不参加
- 1979 不参加
- 1981 不参加
- 1983 不参加
- 1985 不参加
- 1987 アジア予選敗退
- 1989 不参加
- 1991 ベスト8（南北合同チーム）
- 1993 不参加
- 1995 不参加
- 1997 不参加
- 1999 不参加
- 2001 不参加
- 2003 不参加
- 2005 不参加
- 2007 グループリーグ敗退
- 2009 アジア予選敗退
- 2011 グループリーグ敗退
- 2013 アジア予選敗退
- 2015 ベスト16
- 2017 アジア予選敗退
- 2019 アジア予選敗退
- 2021 大会中止
- 2023 不参加

## AFC U-19選手権
- 1959~1974 不参加
- 1975 3位
- 1976 優勝
- 1977 不参加
- 1978 3位
- 1980 不参加
- 1982 失格
- 1985 不参加
- 1986 3位
- 1988 不参加
- 1990 準優勝
- 1992 不参加
- 1994 不参加
- 1996 不参加
- 1998 不参加
- 2000 不参加
- 2002 不参加
- 2004 不参加
- 2006 優勝
- 2008 ベスト8
- 2010 優勝
- 2012 グループリーグ敗退
- 2014 準優勝
- 2016 グループリーグ敗退
- 2018 グループリーグ敗退
- 2020 大会中止
- 2023 不参加